# Луховици
Луховици (на руски: Луховицы) е град в Русия, административен център на Луховицки район, Московска област. Населението му към 1 януари 2018 е 30 228 души.